# Леффлер, Гуго Вильгельмович
Гуго Вильгельмович Леффлер (1893, Леэстен, Германия — ?) — советский работник с национальными меньшинствами, сотрудник газеты «Рабочий путь» (Омск) и редактор немецкой национальной газеты «Дер Ландманн» (Новосибирск).

## Биография
Родился в 1893 году в Леэстене. Выпускник восьмиклассной элементарной и трёхклассной коммерческой школ.
Принимал участие в Первой мировой войне, находился в плену. Служил в Красной армии и воевал в ее составе.
После службы трудился в омской газете «Рабочий путь».
В 1923—1927 годах занимал должность редактора новосибирской газеты «Дер Ландманн» («Крестьянин») и параллельно был исполняющим обязанности секретаря немецкой секции Сибкрайкома ВКП(б). Под его руководством тираж периодического издания увеличился с 800 до 1600 единиц.
С 1927 года жил в Москве, где работал инструктором нацменьшинств ЦК ВКП(б). Дальнейший период жизни неизвестен.